# Camp Liberty

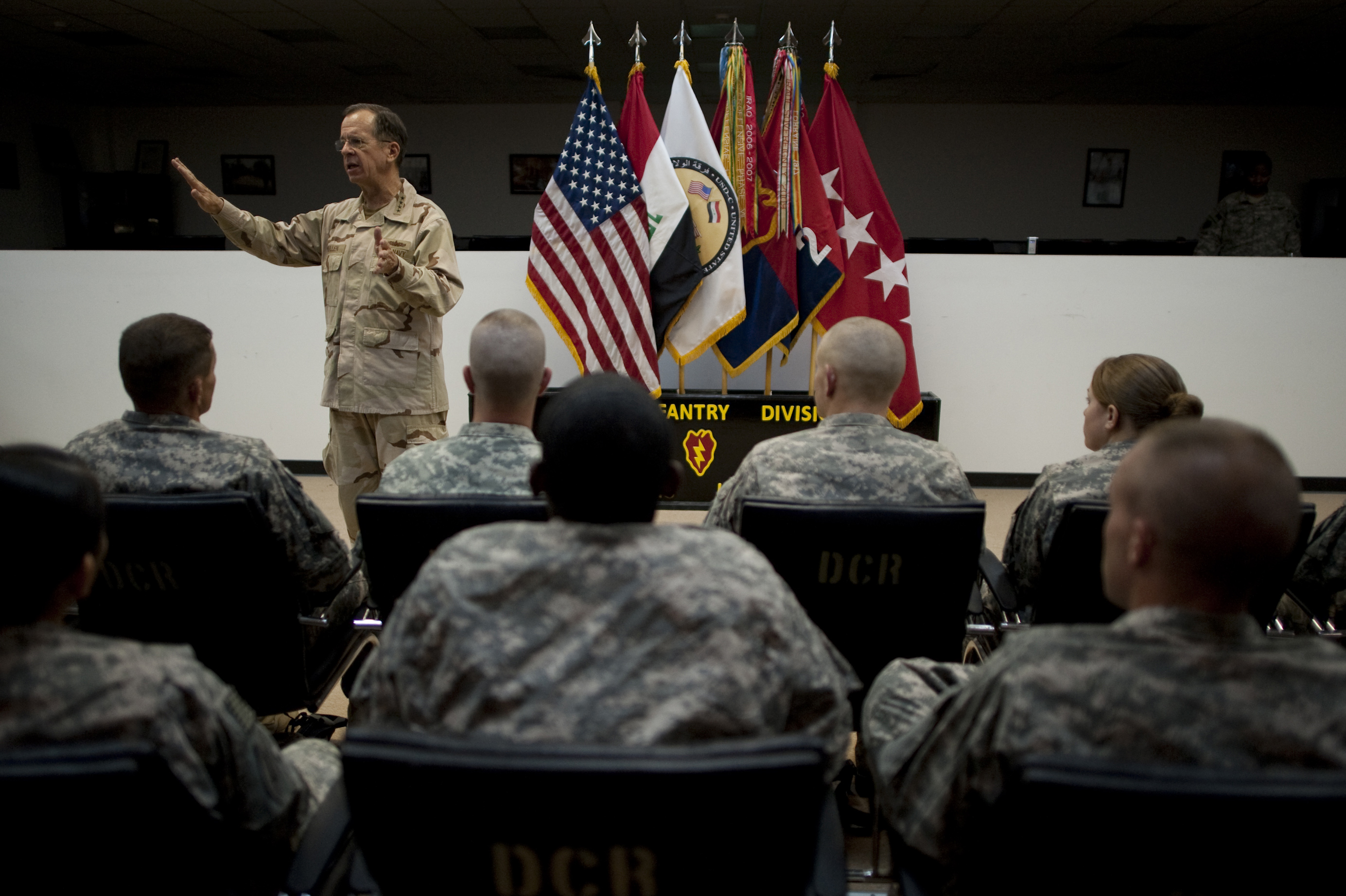
Der Vorsitzende des Vereinigten Generalstabs Mike Mullen bei einer Ansprache im Camp Liberty 2011

Camp Liberty ist eine ehemalige Einrichtung der Streitkräfte der Vereinigten Staaten nordöstlich des Flughafens Bagdad.
Danach wurde es ein Flüchtlingslager und beherbergte bis September 2016 Mitglieder der Volksmudschahedin, die zuvor im Camp Ashraf untergebracht waren. Die Volksmudschahedin sind eine militante iranische Oppositionsbewegung, die seit der Revolution in ihrem Heimatland im Exil leben müssen; Gastgeber Irak betrachtet sie als Terrororganisation.
Anfang Juli 2016 brannten iranische Milizen, welche heute die irakische Armee beim Kampf gegen den IS unterstützen, das Lager nieder.

## Geschichte
Das Lager entstand beim Irakkrieg 2003 als Camp Victory North (arabisch Camp Al-Tahreer); Mitte September 2004 wurde es umbenannt in „Camp Liberty“ (arabisch Camp Hurriya).
Die von der Multi-National Force – Iraq genutzte Einrichtung wurde Teil des Victory Base Complex (VBC). Camp Liberty war doppelt so groß wie Camp Bondsteel im Kosovo und eine der größten Übersee-Militärbasen der USA seit dem Vietnamkrieg.
Bis Anfang September 2016 wurden drei Viertel der etwa 1100 Mitglieder der Volksmudschahedin nach Albanien ausgesiedelt, der Rest in Drittstaaten.